# Понинский, Мацей
Мацей Понинский (пол. Maciej Poniński; ок. 1700 — 19 ноября 1758) — польский магнат, староста бабимостский (1730—1742), стольник всховский (1742) и хорунжий всховский (1757). Владелец имений Вжесня (с 1745 года) и Занемысль.

## Биография
Представитель польского дворянского рода Понинских герба «Лодзя». Младший сын каштеляна познанского Адама Понинского (ум. 1732) и Людвики Мельжиньской. Старшие братья — староста гнезненский Юзеф Адам Понинский, аббат тшемешновский Франтишек Понинский и староста бабимостский Александр Понинский.
Около 1750 года Мацей Понинский приобрел у рода Гняздовских имение Вжесня. Поселился в бывшей резиденции Дзялыньских в Вжесне.
В 1750 году Мацей Понинский выдал разрешение на евангельское богослужение, а в 1758 году дал согласие на строительство евангельской школы в Вжесне. Построил деревню Облачково для немецких колонистов.
Мацей Понинский был колатором (патроном) католической церкви. В 1768 году были установлены часы на башне костёла Успения Пресвятой девы Марии и Святого Станислава Епископа Мученика в городе Вжесня.
Скончался 19 ноября 1758 года в городе Вжесня. Его тело было похоронено на иезуитском кладбище в Познани.

## Личная жизнь
Мацей Понинский был трижды женат. В 1733 году первым браком женился на Франциске Сесилии Шолдрской (1714—1745), дочери воеводы иновроцлавского Людвика Бартоломея Шолдрского (1675—1749) и Марианны Богумилы Марцианны Унруг (ок. 1670—1754). Дети от первого брака:
- Адам Кароль Понинский (1732—1798)
- Ян Понинский (род. 1742)

В 1746 году вторично женился на Аполлонии Ярачевской (ок. 1730—1759), дочери каштеляна лендзьского Иеронима Ярачевского. Дети от второго брака:
- Элеонора Понинская (1747—1812), жена с 1778 года Яна Зарембы (1750—1818)
- Франтишек Понинский (1748—1479)
- Франтишек Ксаверий Понинский (1748—1780)
- Марцелий Понинский (род. 1750)
- Людвика Понинская (1751—1785), 1-й муж — Клеменс Понинский, 2-й муж — полковник войск коронных Онуфрий Бержинский (ок. 1750—1783)
- Пелагея Понинская (род. 1752)
- Каллист Понинский (1753—1817)
- Бибиана Ксаверия Барбара Понинская (1754—1755)

В 1759 году его третьей супругой стала Мариола София Дембинская, от брака с которой у него была одна дочь:
- Аполония Понинская (1759—1800), муж с 1778 года принц Карл Эрнст Бирон (1728—1801), генерал-майор русской армии.